# Тома Ферсен

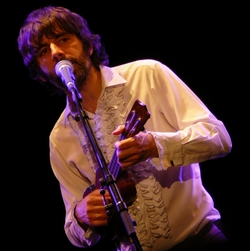
Thomas Fersen (2008)

Томá Ферсéн (фр. Thomas Fersen; *4 січня 1963)— французький музикант (автор, композитор і виконавець пісень). Тома Ферсен — це несправжнє ім'я, яке він взяв після повернення з подорожі Мексикою у 1986.

## Біографія
Народився 4 січня 1963 року в 11 районі Парижа у сім'ї медсестри та банківського працівника. Має дві сестри (старші на 2 і 4 роки).
У 1969 році його сім'я переїздить у 20 район. Там Тома починає відвідувати початкову школу на вулиці Жульєн-Лакруа. Саме там він відкриває для себе пісню. Першу гітару йому подарувала мати (яка, проте, не дуже в нього вірила). У 14 років його зацікавлює англо-саксонська музика, з якою він знайомиться під час екскурсії в Англії. Тоді ж він пише свої перші пісні.
У 1978 його сім'я переїжджає у 8 район. Тома здає випускний шкільний іспит і у 1980 засновує музичний гурт «UU» («Оскільки це було написано на квитках метро»). А потім вступає на електроніку. Згодом засновує музичний гурт «Figure of Fun».
У 1984—1985 Томас здійснює свою військову службу (яка згодом надихне його на створення «Marie-des-guerités»). У 1986, завдяки своєму другу-етнологу, він відлітає до Центральної Америки, а звідти — на Кубу. Там народжується справжній Томас Ферсен. Він міняє ім'я Томас на Томас Бойд (шотландський футболіст, який грав на Чемпіонаті світу того року). А батько пропонує взяти прізвище де Ферсен, яке нагадує про коханця Марії-Антуанетти, Акселя де Ферсена.
У 1990 народжується донька Джульєтта.
У 1993 виходить його перший альбом «Le Bal des oiseaux», після якого Тома прокидається відомим. Він — один з перших, хто приєднався до лейблу «Tôt ou tard». Потрохи він будує свій успіх. Його пісня «Deux pieds» з альбому «Pièce montée des grands jours» стає хітом. У 2007 виходить «best of» з переспівами, виконаними під укулеле.
Ферсен також поет. Йому до вподоби бавитися з мовою, використовувати слова з подвійним змістом, багаті рими, символи, базовані на рослинному та тваринному світах, щоб творити нові історії та сюжети, зображати щоденне життя з його враженнями та переживаннями, описувати мрії пересічних людей, їхні падіння та невдачі.
Низький і хриплий від куріння голос надає особливого звучання його пісням. На кожному виступі разом зі своїм вірним другом гітаристом П'єром Сангра, акордеоністом і клавішником Александром де Барселона, піаністом Крістофом Краверо Томас дивує глядача. Їхні костюми та поведінка щоразу створюють атмосферу свята.

## Дискографія
- 1993 – Le Bal des oiseaux (Бал пташок)
- 1995 – Les Ronds de carotte (Шматки моркви)
- 1997 – Le Jour du poisson (День риби)
- 1999 – Qu4tre (4отири)
- 2001 – Triplex (потрійний альбом наживо)
- 2003 – Pièce montée des grands jours (Pièce montée for the Great Days)
- 2004 – La Cigale des grands jours (La Cigale in the Great Days) (public recording at La Cigale; a DVD of the concert also exists)
- 2005 – Le Pavillon des fous (The Insane Asylum)
- 2007 – Gratte-moi la puce – Best of de poche (Почухай мою блоху – найкраще з гіршого)
- 2008 – Trois petits tours (Тричі по колу)
- 2011 – Je suis au paradis (Я в раю)